# Carlos Figueredo
Carlos Enrique Figueredo Agreda (Tocuyito, Estado Carabobo, Venezuela; 15 de agosto de 1909-Caracas, Venezuela; 18 de noviembre de 1986), fue un pianista y compositor venezolano, integrante del notable grupo de músicos venezolanos formado de la mano del maestro Vicente Emilio Sojo en la Escuela de Música y Declamación – hoy Escuela de Música Jose Ángel Lamas. Carlos Figueredo, es conocido fundamentalmente como compositor de obras para piano, música coral, piezas para canto y piano y de repertorio sinfónico.

## Biografía
Carlos Enrique Figueredo Agreda nació en Tocuyito, Estado Carabobo, el 15 de agosto de 1909. Sus padres fueron Rosa Julia Agreda y Faustino Figueredo Boggio, quien era primo del pintor Emilio Boggio y nieto del coronel Fernando Figueredo, compañero de armas de Simón Bolívar en la Guerra de Independencia de Venezuela.
En la vida musical de Carlos Enrique Figueredo destacan fundamentalmente dos actividades: la de pianista que se inicia en 1917 y la de compositor que empieza en 1946.
A partir de 1914, Carlos Enrique Figueredo estudia piano con Henrique Muchkenhir en la población de Duacas, estado Carabobo. También cursa Teoría y Solfeo con el profesor mexicano Emilio Sánchez Martínez. En 1917 realiza su primer recital de piano en el Teatro Municipal de Valencia.
Cuatro años después se traslada a Caracas, en donde se residencia en la casa del escritor Rómulo Gallegos. En esta ciudad se incorpora, en 1924, a la cátedra de piano para hombres 5 que dictaba Salvador Narciso Llamozas en la Escuela de Música y Declamación, donde también cursa Teoría y Solfeo con Vicente Emilio Sojo e Historia de la Música con Juan Bautista Plaza.
Estos tres maestros jugarán un papel protagónico en la vida musical del joven músico carabobeño. Figueredo heredará de Llamozas la tradición pianística de salón del siglo XIX, al igual que otros pianistas como Joaquín Silva-Díaz, Heriberto Tinaco, Teófilo Pérez, Juan Vicente Lecuna, Cipriano Colón, José Antonio Calcaño, Pedro Antonio Ríos Reyna, Antonio José Ramos, Moisés Moleiro e Israel Peña.
Hacia 1936, Juan Bautista Plaza lo iniciará en el conocimiento del repertorio venezolano de finales del siglo XVIII y de inicios del siglo XIX, conservado en el Archivo de Ramón Montero Vicente Emilio Sojo será de gran influencia en el desarrollo de la profesión del joven Figueredo pues años más tarde, en 1942, lo iniciará en los estudios de composición.
De esta manera, transcurre la formación musical de Carlos Figueredo, quien vive su adolescencia y su juventud en un tiempo de importantes transformaciones para Venezuela, impulsadas por los beneficios de la explotación petrolera y los avances industriales que proliferaron durante las primeras décadas del siglo pasado. Sin embargo, estas circunstancias no resultan favorables para que Figueredo logre consolidar una carrera de concertista de piano.
Aquella Caracas de las décadas del veinte al cuarenta, más interesada en las retretas de la Banda Presidencial, la Banda Bolívar y la Banda Marcial Caracas que en los conciertos de la agonizante Sociedad Filarmónica y la incipiente Orquesta Sinfónica Venezuela, sólo le permite dedicarse a la enseñanza particular y a la ejecución acompañante del piano. De hecho, entre 1930 y 1933, Figueredo se desempeña como pianista acompañante de cantantes e instrumentistas en Radio Caracas Radio y como pianista de la orquesta de esa emisora, dirigida en esa época por Carlos Bonnet. 
Como se ha señalado, en 1942 Figueredo inicia estudios de composición con Vicente Emilio Sojo. Las clases del maestro Sojo sólo tenían "hora de inicio ( ... ) podrían prolongarse indefinidamente, hasta que, a veces, eran “interrumpidas  provisionalmente” a altas horas de la madrugada!". En aquellas reuniones eran realizados y revisados los trabajos de música y se estudiaban "las obras de los grandes maestros de la literatura universal". Allí recibe, junto con Antonio Lauro y Gonzalo Castellanos Yumar, instrucción para el dominio de la armonía, el contrapunto, la fuga, las formas musicales, el ritmo y la melodía, la instrumentación y la orquestación. Es así como en 1946 Figueredo se gradúa de Maestro Compositor.

## Obras
La formación que recibe Figueredo con el maestro Sojo impregna sus trabajos de una actitud mesurada, nacionalista, aun cuando mantiene contacto con vanguardistas europeos como Pierre Boulez, y conoce los productos de las tendencias más importantes de Europa. Sin embargo, su música "resultó para el ambiente caraqueño del momento como de avanzada", por la experimentación armónica que realizó en obras como la Sinfonía N.º 4 y la economía de timbres de la que se valió para lograr el realce expresivo y de color de los instrumentos incluidos en la Sinfonía N.º 1. 
Su dominio de la artesanía compositiva queda plasmado en los Siete Corales para Piano, El Preludio y la Fuga Criolla y la Canción a la Manera Criolla. Algunas de sus obras tienen un tratamiento madrigalista, como las Tres Canelones Vocales para Coro Mixto - en las que destaca Epigrama - y sus Dos Canciones para Coro Mixto y Pequeña Orquesta para el montaje de Fuenteovejuna (1947).
Su vena melódica colorista caracteriza sus canciones, entre ellas Seis Lieder para Soprano y Piano (l. Canción, 2. Silencio, 3. Nocturno, 4. Sendas de la tarde, 5. Canción a la Manera Criolla y 6. Nunca podrás amarme) y los Lieder para bajo y piano.
No abandona Carlos Figueredo su raigambre en la música tradicional venezolana cuando dirige su interés a la música de cámara, género en el que compone el Cuarteto de Cuerdas (1946), la Sonata para Violín y la Sonatina para Violín y Piano. En sus obras para orquesta destaca la severidad en la dosificación de timbres, la venezolanidad del lenguaje y la sencillez de colorido en sus obras para orquestas. Para estas agrupaciones musicales Figueredo escribe las Sinfonía N.º 1 en Re menor (Caracas, 1947), Sinfonía N.º 2 en Si bemol Mayor (París, 1948), obra estrenada por Ángel Sauce; Sinfonía N.º 3 en La Mayor (Caracas, 1951) y Sinfonía N.º 4 en Sol menor (Copenhague, 1953). Además, compone una Pieza para Orquesta Sinfónica, escrita en Copenhague en 1954, que hoy se conoce con el nombre de Sinfonía Venezuela.
En cuanto a la composición para piano, Figueredo logra crear una serie de obras breves (micropiezas) en las que se destaca cierto gusto por el colorismo de la música de Francia y España, sin abandonar el uso de ritmos, motivos y temas de la música popular venezolana. Todas con una sobria economía de forma y contenido musical.
En la obra de Figueredo pueden escucharse caracteres variados como la atmósfera española que sugiere El Cumpleaños de la Infanta (c. 1972) y Recuerdos de España (1973); o el estilo polifónico que caracteriza a Corriente (1944-1946) y Giga (1943- 1945). De igual manera, se puede apreciar la reminiscencia de aires criollos de salón y la estructura circular presente en los tres movimientos de la Sonatina N.º 1 (1946) o las Tres Piezas (1946): Arpa, Campanas y Copla en las que destaca en el piano un comportamiento onomatopéyico del tañido del arpa criolla y los giros melódicos de la canta criolla venezolana, carácter que toma mayor consistencia, como aire folklórico, en el Jaropo (c. 1945). En sus composiciones también está presente el estilo musical afrancesado en piezas como el Preludio (1946), el Valse Impromptu (1946) y Capricho (1975). Y también se encuentran obras de carácter melancólico y fúnebre como los casos de Pesar (1976) y Lamento (1975), entre otras.

## Conmemoraciones
En 1947, Figueredo recibe el Premio Nacional de Música de Venezuela (llamado en la época Premio Oficial Anual de Música) en reconocimiento a su obra Nocturno. En 1955, su Sinfonía N.º 3 se hace merecedora del premio del Concurso Vicente Emilio Soja, certamen celebrado en homenaje a los 25 años de la fundación de la Orquesta Sinfónica Venezuela.
Su Sinfonía N.º 1 y su Sinfonía N.º 4 fueron tocadas por la Orquesta Sinfónica Venezuela en el primer y segundo Festival de Música Latinoamericana realizados en Caracas en 1954 y 1957, respectivamente.
Entre 1945 y 1948, Figueredo se desempeña como director de la Escuela Preparatoria de Música (hoy Escuela de Música Juan Manuel Olivares), institución que había fundado aliado de Juan Bautista Plaza. Y ejerce los cargos de Secretario Administrativo de la Escuela de Artes Plásticas (1942-1945) y de Inspector de Educación Artística del Ministerio de Educación (1943-1945).

## Trabajo diplomático
Siguiendo una tradición familiar de servicio al país Carlos Figueredo realizó una importante labor diplomática, primero como Secretario de la Embajada de Venezuela en París (Francia, 1948-1952), luego como Cónsul de Venezuela en Copenhague (Dinamarca, 1952-1955) y por último como Consejero Cultural en Madrid (España, 1975- 1978). 
Muere en Caracas el 18 de noviembre de 1986, a los setenta y siete años de edad, a causa de una afección coronaria.